# Czosnek zielonawy
Czosnek zielonawy (Allium oleraceum L.) – gatunek rośliny należący do rodziny amarylkowatych. 

## Rozmieszczenie geograficzne
Jako gatunek rodzimy występuje w Europie. W Polsce rośnie na obszarze całego kraju.

## Morfologia

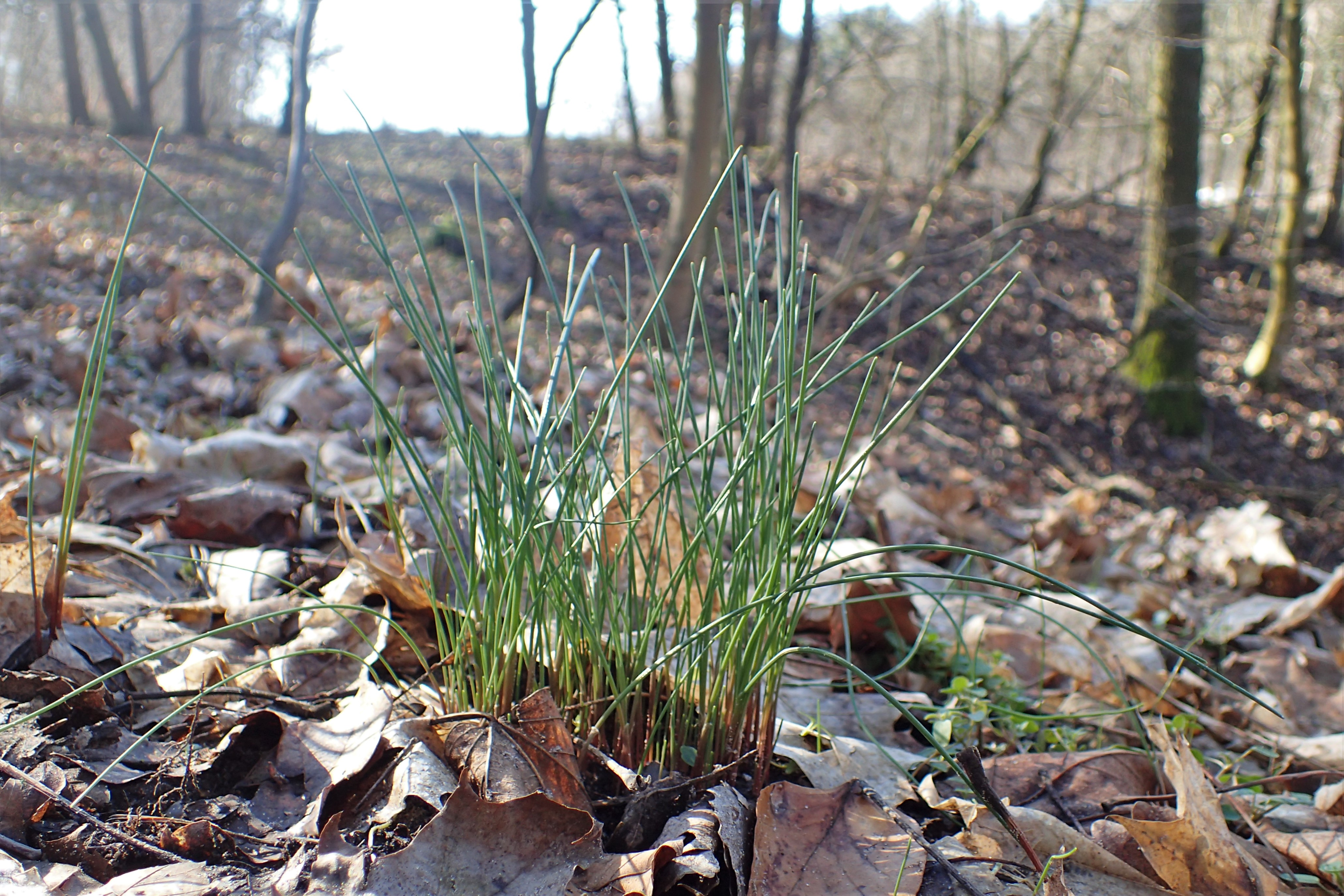
Wegetatywne rośliny wczesną wiosną

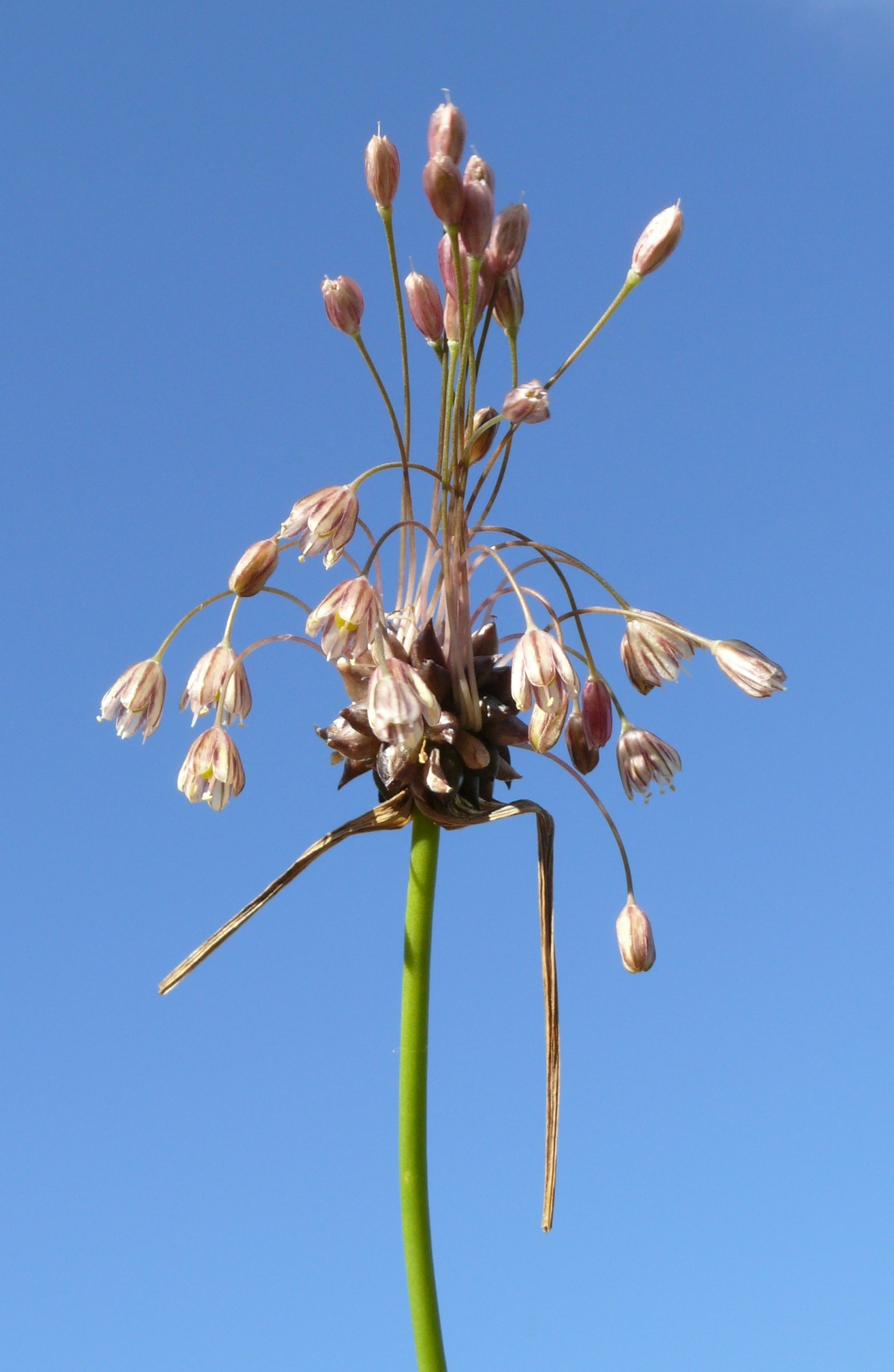
Kwiatostan

CebulaKulista lub jajowata, z białymi lub brunatnymi błonami.
ŁodygaSztywny głąbik do 1 m wysokości, ulistniony w dolnej części.
LiściePółkoliste, bezogonkowe, szorstkie na brzegu, szerokości 2-4 mm.
KwiatyLejkowatodzwonkowate, zebrane w baldach z cebulkami. Dwie okrywy z długim końcem, dłuższe od kwiatostanu. Szypułki nierówne. Działki kielicha zielonoróżowe lub różowe, na grzbiecie ciemniejsze. Pręciki nie dłuższe od działek. Nitki pręcików bez ząbków, zrośnięte z działkami oraz ze sobą u nasady.

## Biologia i ekologia
Bylina, geofit. Rośnie w zaroślach, zrębach i na przydrożach. Gatunek charakterystyczny muraw kserotermicznych z klasy Festuco-Brometea.